# Kate Larson (Historikerin)
Kate Clifford Larson (* 1958) ist eine US-amerikanische Historikerin.
Larson wuchs in Lewiston im Bundesstaat Maine auf und studierte ab 1976 Wirtschaft am Simmons College in Boston. Sie erwarb 1980 einen BA-Abschluss und arbeitete danach für eine Investmentbank. 1987 erlangte sie zusätzlich einen MBA an der Northeastern University in Boston. Ihr Interesse für Geschichte, das durch die Bücher von Laurel Thatcher Ulrich zur Frauengeschichte noch verstärkt wurde, brachte sie dazu, nochmals an die Universität zurückzukehren und Geschichte zu studieren. 1995 schloss sie ihr Studium wiederum am Simmons College mit dem Master ab. Ihre wichtigsten Lehrer waren Laurie Crumpacker, Susan Porter und Mark Solomon. An der University of New Hampshire schrieb sie darauf eine Doktorarbeit über die Sklavereigegnerin Harriet Tubman, die 2003 unter dem Titel Bound for the Promised Land in Buchform erschien. Es war die erste Tubman-Biographie seit mehr als sechzig Jahren, die nicht speziell für eine junge Leserschaft geschrieben worden war. Larson schrieb darauf weitere Biografien über Frauen der US-amerikanischen Geschichte: über Mary Surratt, Rosemary Kennedy und Fannie Lou Hamer.
Neben ihrer Schriftstellertätigkeit arbeitet sie als historische Beraterin. Insbesondere bei Ausstellungen und Filmen über Harriet Tubman hat sie ihr Wissen eingebracht, zum Beispiel beim Harriet Tubman Underground Railroad State Park and Visitor Center des National Park Service. Sie beriet Robert Redford bei seinem Film Die Lincoln Verschwörung (2010) über Mary Surrat und Kasi Lemmons bei ihrem Film Harriet – Der Weg in die Freiheit (2019) über Harriet Tubman.
2016 verlieh ihr die University of New Hamsphire den Ehrendoktortitel.

## Werke
- Bound for the Promised Land: Harriet Tubman, Portrait of an American Hero. Ballantine Books/One World, New York 2003, ISBN 0-345-45627-0.
- The Assassin’s Accomplice: Mary Surratt and the Plot to Kill Abraham Lincoln. Basic Books, New York 2008, ISBN 978-0-465-03815-2.
- Rosemary: The Hidden Kennedy Daughter, Houghton Mifflin Harcourt, Boston 2015, ISBN 978-0-547-25025-0.
- Walk with Me: A Biography of Fannie Lou Hamer. Oxford University, New York 2021, ISBN 978-0-19-009684-7.